# 서상국
서상국(徐相國, 1897년 3월 11일 ~ 1977년 1월 4일)은 대한민국의 정치인이다. 제2대 국회의원을 지냈다..
전라남도 함평에서 태어났다.

## 약력
- 일본 와세다 대학교 전문부 정경과 졸업
- 교사
- 민주국민당 중앙집행위원

## 역대 선거 결과
|  | 21.61% |

|  | 38.09% |